# Cyril J. Mockridge
Cyril J. Mockridge (Londra, 6 agosto 1896 – Honolulu, 18 gennaio 1979) è stato un compositore britannico.
Autore di colonne sonore per il cinema e la televisione, ha ricevuto la candidatura all'Oscar alla migliore colonna sonora nell'ambito dei Premi Oscar 1956.

## Filmografia parziale
- Il giudice (1934)
- La piccola ribelle (1935)
- Il piccolo colonnello (1935)
- L'uomo che sbancò Montecarlo (1935, non accreditato)
- Ragazze innamorate (1936)
- La reginetta dei monelli (Dimples), regia di William A. Seiter (1936)
- Difendo il mio amore (1936, non accreditato)
- Radiofollie (Sing, Baby, Sing), regia di Sidney Lanfield (1936)
- Settimo cielo (1937)
- Alle frontiere dell'India (1937)
- New York si diverte (1937)
- L'incendio di Chicago (1937, non accreditato)
- Stella del Nord (1938)
- Gateway (1938)
- D'Artagnan e i tre moschettieri (1939)
- Hollywood Cavalcade (1939)
- Le avventure di Sherlock Holmes (1939)
- La piccola principessa (1939, non accreditato)
- Il canto del fiume (Swanee River), regia di Sidney Lanfield (1939)
- Il prigioniero (1940, direttore musicale)
- Il segno di Zorro (1940)
- Notti argentine (1940, non accreditato)
- La grande missione (1940)
- Non siamo più bambini (1940)
- Lucky Cisco Kid (1940)
- Yesterday's Heroes (1940)
- Tre settimane d'amore (Weekend in Havana), regia di Walter Lang (1941)
- Michael Shayne e l'enigma della maschera (Dressed to Kill), regia di Eugene Forde (1941)
- Situazione pericolosa (1941)
- Riders of the Purple Sage (1941)
- The Loves of Edgar Allan Poe (1942)
- I cavalieri azzurri (1942)
- Ondata d'amore (1942)
- Tra le nevi sarò tua (Iceland), regia di H. Bruce Humberstone (1942)
- Ragazze che sognano (1942)
- Alba fatale (1943)
- Marito a sorpresa (Holy Matrimony), regia di John M. Stahl (1943)
- Happy Land (1943)
- L'isola delle sirene (1943)
- The Eve of St. Mark (1944)
- La famiglia Sullivan (1944)
- Nel frattempo, cara (In the Meantime, Darling), regia di Otto Preminger (1944)
- Capitano Eddie (1945)
- Festa d'amore (1945)
- Doll Face, regia di Lewis Seiler - non accreditato (1945)
- If I'm Lucky, regia di Lewis Seiler (1946)
- Wake Up and Dream (1946)
- La vita è nostra (1946)
- Sfida infernale (1946)
- Tre ragazze in blu (1946)
- Non dirmi addio (1946)
- Il miracolo della 34ª strada (1947)
- Schiavo del passato (1947)
- Scudda Hoo! Scudda Hay! (1948)
- L'isola del desiderio' (1948)
- Quel meraviglioso desiderio (1948)
- Il sipario di ferro' (1948)
- I verdi pascoli del Wyoming (1948)
- Le mura di Gerico (1948)
- Il figlio della tempesta (1948)
- Ero uno sposo di guerra (1949)
- L'indiavolata pistolera (1949)
- Father Was a Fullback (1949)
- Laramie (1949)
- Le due suore (1949)
- Dodici lo chiamano papà (1950)
- La figlia dello sceriffo (1950)
- L'affascinante bugiardo (1951)
- Divertiamoci stanotte (1951)
- Il comandante Johnny (1951)
- Le rane del mare (1951)
- Mariti su misura (The Model and the Marriage Broker), regia di George Cukor (1951)
- Primo peccato (Dreamboat), regia di Claude Binyon (1952)
- Allegri esploratori (1953)
- La città dei fuorilegge (1953)
- Tre ragazzi del Texas (Three Young Texans), regia di Henry Levin (1954)
- Gente di notte (1954)
- La magnifica preda (1954)
- Il mondo è delle donne (1954)
- Il terrore delle Montagne Rocciose (1954)
- Papà Gambalunga (Daddy Long Legs), regia di Jean Negulesco (1955)
- Bulli e pupe (1955)
- Un napoletano nel Far West (1955)
- Scandalo al collegio (How to Be Very, Very Popular), regia di Nunnally Johnson (1955)
- Una Cadillac tutta d'oro (1956)
- Mia moglie è di leva (1956)
- Baciala per me (1957)
- La segretaria quasi privata (1957)
- Missili in giardino (1958)
- La moglie sconosciuta (1959)
- Lampi nel sole (1959)
- In punta di piedi (1960)
- Pugni, pupe e pepite (1960)
- Svegliami quando è finito (1960)
- Stella di fuoco (1960)
- L'uomo che uccise Liberty Valance (1962)
- I tre della Croce del Sud (1963)